# Leo Wolfen
Leo Bernhard Wolfen (* 25. März 1901 in Barmen; † 24. Februar 1988 in Gelsenkirchen-Horst) war ein deutscher römisch-katholischer Geistlicher, Autor und Verfolgter des Nationalsozialismus.

## Leben
Wolfen wurde 1926 zum Priester geweiht und wirkte von 1931 bis zum 16. Januar 1938 als Kaplan an der Siegburger Pfarrei Sankt Anno. Im März 1937 wurde er (im ideologischen Konflikt mit dem nationalsozialistischen Schulrektor) von der Gestapo festgenommen und ins Kölner Gefängnis Klingelpütz gebracht. Durch Befehl vom 15. März wurde er in Schutzhaft genommen. Wolfens Beispiel des Widerstands wurde von seinem geistlichen Mitbruder und Siegburger Nachfolger Raymund Lohausen fortgeführt. Als Nächstes ist bekannt, dass er im Rahmen der „Abgewanderten-Seelsorge“ von 1943 bis 1945 Pfarrer in Münchenbernsdorf in Thüringen war, dann bis 1947 Rektoratspfarrer in der Bergarbeiterpfarrei St. Hedwig in Essen-Altenessen (heute zugehörig zur Pfarrei St. Johann Baptist). Offenbar ging er bis zu seiner Pensionierung zurück nach Münchenbernsdorf (heute zugehörig zur Pfarrei St. Marien in Weida), da sich dort viele aus dem Osten vertriebene Katholiken einfanden und Seelsorge benötigten. Er wurde 87 Jahre alt.

## Werke
- Die höchste Wahrheit. Lesungen über das Weltgrundgesetz der Liebe. Bachem, Köln 1947 (137 Seiten).
- Tägliche Reimgebete zum Beten und Singen. Schmitt, Siegburg 1948.
- als Hrsg.: Familiengebete im Geiste der Werktagsheiligkeit. Schmitt, Siegburg 1948.
- Fürbitten beim heiligen Opfer. Schmitt, Siegburg 1948.
- Rosenkranzschule. Harger und Höser, Weimar 1949; 3. Auflage, Benno, Leipzig 1961 (38 Seiten).
- Reim-Katechismus. Schmitt, Siegburg 1950.
- Biblisches Fragespiel. 1. Altes Testament. 2. Neues Testament. Textbuch. Christophorus, Freiburg/Benno, Leipzig 1957.
- Katechetisches Fragespiel. Christophorus, Freiburg 1959.
- Lithurgisches Fragespiel. Christophorus, Freiburg 1959.
- Witz-Apotheke, nach sorgfältigster Auswahl aus Büchern und Zeitschriften zusammengestohlen und durch eigene Gedankenblitze ergänzt. Schmitt, Siegburg 1981 (183 Seiten).